# Wang Xizhi

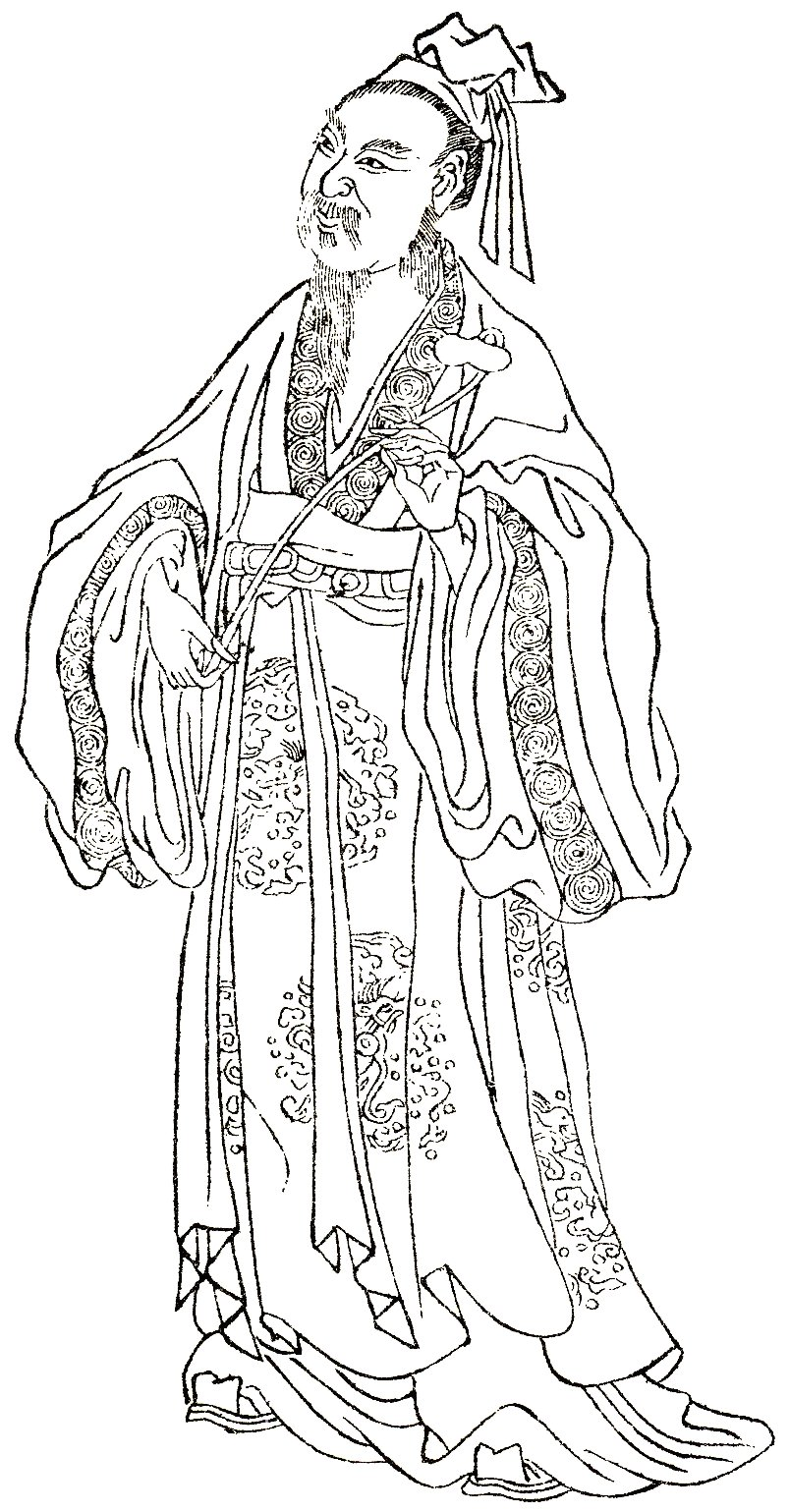
Voorstelling van Wang Xizhi

Wang Xizhi (303–361) (jiaxiang: Shandong, Linyi) was een beroemde Chinese kalligraaf die leefde tijdens de Jin-dynastie (265-420). Hij wordt vaak in het Chinees de 'kalligraafheilige' (書聖) genoemd. Het grootste deel van zijn leven woonde hij in de Zhejiangse stad Shaoxing. Wang Xizhi stamt van een geschoolde bureaucratenfamilie uit de regio Langxie met de familienaam Wang. Zijn beroemdste kalligrafiewerk is Lantingji Xu.
Tijdens de regeerperiode van keizer Tang Taizhong waren er nog drieduizend werken van Wang Xizhi over, tijdens de regeerperiode van keizer Song Taizhong waren dat er nog maar honderdzestig over en nu zijn er nog maar twintig werken van hem over.
Wang Xizhi was getrouwd met Chi Jun, de dochter van Chi Jian. Samen hadden ze zeven zoons, waarvan er vijf beroemd werden. Een van hun nageslachten, qua generatie de zevende na hem, werd de grote boeddhistische monnik Zhiyong. Een ander nageslacht is Wang Yangming, een filosoof, politicoloog en oorlogsstrateeg uit de Ming-dynastie.
- Bibsys: 1592544499699
- Bibliothèque nationale de France: cb17179302f (data)
- CiNii: DA01030630
- Gemeinsame Normdatei: 135789273
- International Standard Name Identifier: 0000 0001 1697 748X
- KulturNav: 0c010923-4eb8-4a50-a0cb-76082970213d
- Library of Congress Control Number: n81054128
- Nationale Bibliotheek van Letland: 000201062
- Bibliotheek van het Japanse parlement: 00315391
- Nationale Bibliotheek van Tsjechië: jo20221155604
- Nationale bibliotheek van Australië: 36604873
- Nationale Bibliotheek van Israël: 987007425093205171
- Nederlandse Thesaurus van Auteursnamen: 146131061
- Réseau des bibliothèques de Suisse occidentale: 02-A026539498
- LIBRIS: 300301
- Système universitaire de documentation: 119291479
- Trove: 1321789
- Union List of Artist Names: 500336131
- Virtual International Authority File: 108705028
- WorldCat: E39PBJmDgP6BfbXtXJpGhxc773